# Necropoli del Foro di Cesare
La necropoli del Foro di Cesare è una necropoli composta da nove sepolture (o dieci) protostoriche scoperte nell'area meridionale della piazza del Foro di Cesare.

## Descrizione
Durante la decennale campagna di scavo che ha interessato Foro di Cesare, è stato scoperto un sepolcreto riferibile all'epoca protostorica di Roma. Le tombe, sei ad incinerazione a pozzetto e tre a inumazionea a fossa (o quattro a inumazione) sono riferibili ad un periodo che databile tra il XII e il X secolo a.C. (dall'Età del Bronzo finale all'inizio dell'Età del Ferro, corrispondente al passaggio dal Periodo I al Periodo laziale IIA1 della Cultura laziale.
In particolare le sei tombe ad incinerazione sono esclusivamente maschili (cinque adulti ed un bambino), mentre quelle ad inumazione sono femminili (due adulti e due bambine), il che potrebbe significare rituali diversi in base al sesso del defunto.
Vicino alle tombe, sono state ritrovati anche resti di abitazioni dell’VIII e del VII secolo a.C., periodo a partire dal quale la zona non fu più utilizzata per le inumazioni.

## Altri sepolcreti dei Fori
Altre sepolture, databili al Periodo Laziale I, o, in cronologia assoluta, al X secolo a.C., sono state rinvenute nell'area dell'Arco di Augusto, mentre quelle scoperte nei primi anni del novecento in quello che venne chiamato sepolcretum, sono databili ad un periodo compreso tra il X e il V secolo a.C. .